# Chopda
Chopda är en ort i Indien.   Den ligger i distriktet Jalgaon och delstaten Maharashtra, i den centrala delen av landet, 800 km söder om huvudstaden New Delhi. Chopda ligger 195 meter över havet och antalet invånare är 65 598.
Terrängen runt Chopda är platt, och sluttar söderut. Runt Chopda är det tätbefolkat, med 493 invånare per kvadratkilometer. Det finns inga andra samhällen i närheten. Trakten runt Chopda består till största delen av jordbruksmark.